# Stanislav Moskvin
Stanislav Vasilyevich Moskvin (nascido em 19 de janeiro de 1939) é um ex-ciclista russo. É medalhista nos Jogos Olímpicos de Verão de 1960 pela União Soviética.